# Хартфорд (Канзас)
Хартфорд (енгл. Hartford) град је у америчкој савезној држави Канзас.

## Демографија
По попису из 2010. године број становника је 371, што је 129 (-25,8%) становника мање него 2000. године.
| Група             | 2000.       | 2010.       |
| Белци             | 490 (98,0%) | 350 (94,3%) |
| Афроамериканци    | 3 (0,6%)    | 1 (0,3%)    |
| Азијати           | 0 (0,0%)    | 1 (0,3%)    |
| Хиспаноамериканци | 2 (0,4%)    | 8 (2,2%)    |
| Укупно            | 500         | 371         |